# Rezerwat przyrody Świder

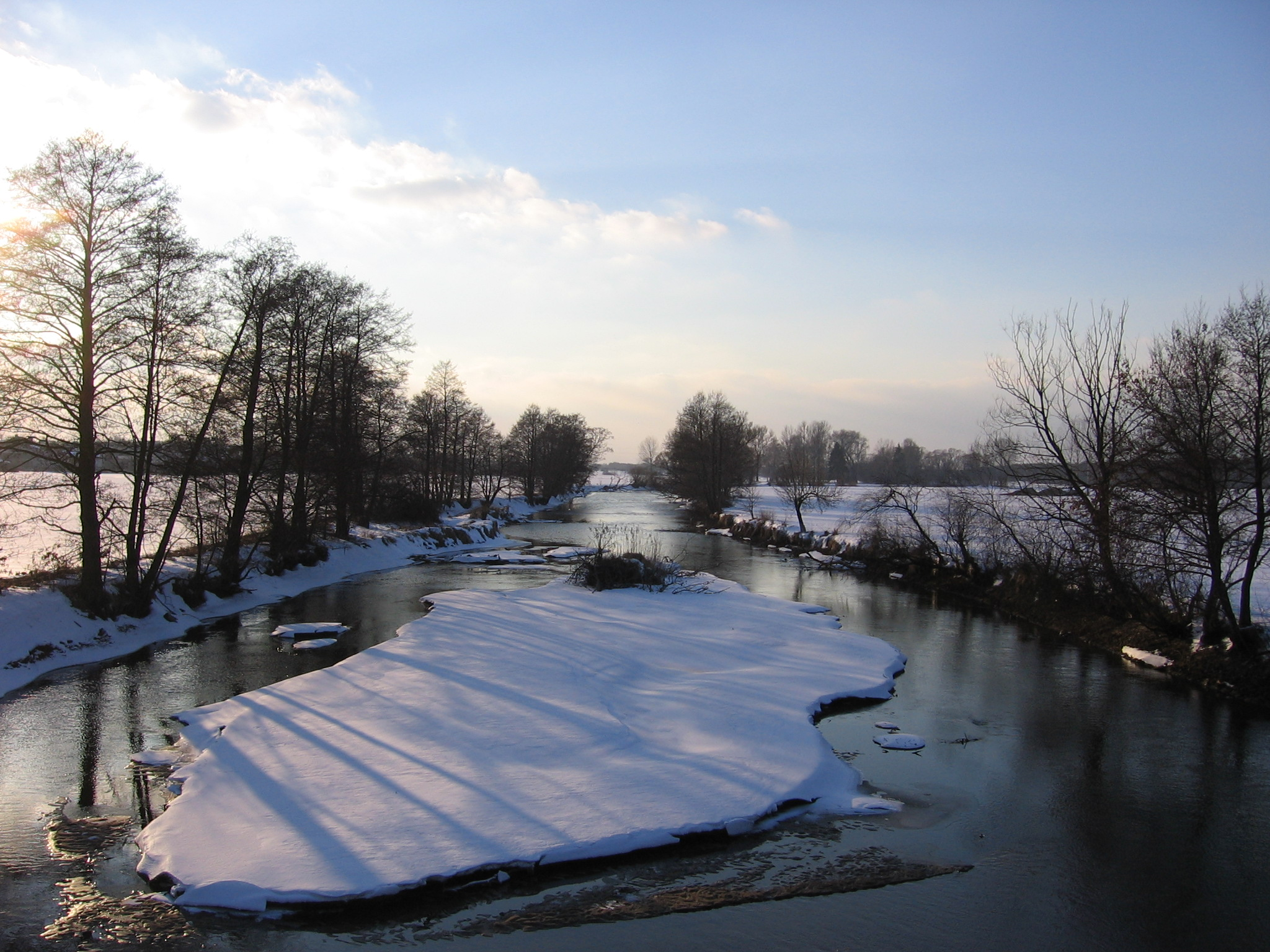
Świder w pobliżu Sufczyna

Rezerwat przyrody Świder – wodny rezerwat przyrody położony w obszarze miast Otwocka i Józefowa oraz gmin Wiązowna, Kołbiel i Siennica. Rezerwat w gminie Kołbiel leży w otulinie Mazowieckiego Parku Krajobrazowego, częściowo obejmuje doliny rzek: Świdra i Mieni.
Został powołany Zarządzeniem Ministra Leśnictwa i Przemysłu Drzewnego z dnia 16 stycznia 1978 r. na powierzchni 238 ha.
Przedmiotem ochrony są rzeki Świder i Mienia z licznymi przełomami, zakolami i wodospadami oraz nadbrzeżną roślinnością. Ochroną objęto 41 kilometrów rzeki Świder, począwszy od Dłużewa do mostu w Świdrach Wielkich i fragment rzeki Mieni o długości około 5 km, od kładki w Wiązownie do jej ujścia do Świdra. Chronione są pasy szerokości ok. 20 m znajdujące się po obu stronach koryt rzecznych.

## Walory przyrodnicze
Rezerwat bogaty jest w faunę wodną i nadwodną. W latach poprzedzających powołanie rezerwatu stwierdzono tu 25 gatunków ryb (stanowi to 22% wszystkich znanych w Polsce gatunków). Wśród  blisko 120 gatunków ptaków najcenniejsze były zimorodki, jaskółki brzegówki, kilka gatunków dzięciołów. Na terenach łąkowych występują derkacz, pustułka i srokosz. W okresie przelotów na rozlewiskach zatrzymują się dzikie gęsi i łabędzie. W ostatnich latach wzrosła liczebność tracza nurogęsi i żurawia. Coraz częściej pojawia się bielik. Ze ssaków na uwagę zasługują wydry. W okolicach Dłużewa występuje rzęsorek rzeczek, zębiełek białawy, ryjówki i kilka gatunków nietoperzy. Na wilgotnych łąkach pospolity jest nornik północny.
W wodach rezerwatu rosną rdestnice, grążele żółte i grzybienie białe. W nadrzecznych łęgach licznie występują przebiśniegi, złoć, kokorycz i pierwiosnek lekarski.
Obecnie fauna przyujściowej części rezerwatu jest nadal dość słabo poznana; o wielu grupach wiadomo niewiele więcej, niż w momencie utworzenia rezerwatu. Brak jest publikacji naukowych dotyczących większości grup zwierząt zamieszkujących dolinę Świdra (poza rybami, ptakami i ssakami). Nie wiadomo więc, czy w rezerwacie zachodzą jakieś niepokojące procesy, czy pojawiają się tu nowe gatunki lub czy znikają stare. Lepiej zbadany jest górny bieg Świdra, w tym część chroniona dodatkowo jako ostoja Natura 2000, gdzie występuje między innymi orzesznica leszczynowa.

## Zagrożenia
Na chronionym odcinku rzeka zachowała naturalny charakter. Jedynie w niektórych miejscach powstały budowle zmieniające krajobraz i znaczenie rzeki. W Woli Karczewskiej wybudowano tamę, regulując poziom wód i niszcząc olszynę porastającą brzegi, skutkiem czego była kolejna zmiana koryta rzeki, rwanie gruntu i zmiana (a być może zniknięcie) siedlisk zimorodków. Obecnie konstrukcja tamy jest popękana i obiekt jest wykorzystywany do niewielkiego piętrzenia wody.
W kilku miejscach, m.in. w Woli Karczewskiej – najniżej położonej wsi, ogrodzenia zabudowań docierają praktycznie do samego nurtu rzeki, przerywając tym samym ciągłość korytarza ekologicznego, jaki stanowi dolina Świdra. Stałym zagrożeniem dla rezerwatu są śmieci, w tym pozostawiane przez turystów i sezonowych mieszkańców, jak również nielegalne wycinanie nadbrzeżnych krzewów i drzew, oraz usuwanie naturalnych przeszkód z koryta rzeki kształtujących jej nurt i siedliska wielu gatunków ryb.
W 2018 roku w odcinku rezerwatowym wystąpiły kolejne naruszenia koryta Mieni i Świdra związane z przebudową drogi krajowej Warszawa-Lublin (mosty w Wiązownie i Wólce Mlądzkiej). Doszło też do dewastacji łęgów.